# القرار الأخير (مجموعة قصصية)
القرار الأخير هي مجموعة قصصية من تأليف الأديب المصري الحاصل على جائزة نوبل في الأدب نجيب محفوظ صدرت لأوّل مرة في عام 1996، واقتُبس عن إحدى قصصها مسلسل تليفزيوني عُرض في عام 2004 من إخراج المخرج المصري تيسير عبود وبطولة الممثلة السورية رغدة والممثل المصري هشام عبد الحميد.

## عن الكتاب
يتألف الكتاب من مجموعة قصصية تضمّ أربع وعشرين قصة قصيرة حول موضوعات مختلفة، وتحمل القصص التي يحتويها الكتاب عناوينًا مثل:
- دخان الظّلام
- القرار الأخير
- اليمامة
- الخنافس
- مؤامرة
- العودة
- بيت المستشار
- الرجل القوي
- حَمَلَة القماقم والمباخر
- عودة القرين
- طبقات السعادة
- العود والنارجيلة
- لقاء خاطف
- مسافر بحقيبة يد

## روابط خارجية
- صفحة الكتاب على موقع جود ريدز
- صفحة الكتاب على موقع أبجد